# Villa Maria (Lleida)
Villa Maria era una obra de Lleida inclosa a l'Inventari del Patrimoni Arquitectònic de Catalunya.

## Descripció
Habitatge unifamiliar aïllat de planta baixa, pis i terrassa. Façana de composició simètrica molt acurada, amb elements noucentistes d'inspiració clàssica. Ferro treballat i pedra també treballada als ampits de balcons i finestres. Arrebossat imitant pedra. Murs de càrrega.
L'interior està dividit en dos habitatges que es reflecteix a la duplicació d'elements a la façana.
Aquest edifici va ser enderrocat i actualment el solar està sense edificar.